# Der Mönch von Santarem
Der Mönch von Santarem ist ein deutsches Stummfilmdrama aus dem Jahre 1924 von Lothar Mendes mit Alf Blütecher in der Titelrolle. Die weibliche Hauptrolle spielte Manja Tzatschewa.

## Handlung
Der Kern der im alten Spanien spielende Handlung erzählt die Rivalität zweier Männer um die Gunst einer Frau. Der Zweikampf eskaliert derartig, dass es eines Tages zu einer gewalttätigen Auseinandersetzung kommt, bei der der eine den anderen so sehr schwer verletzt, dass dieser für tot gehalten wird. In einem Kloster erfährt der moribunde Rivale aufopferungsvolle Pflege, so dass er wieder vollständig genesen kann. Danach droht der Streit der eifersüchtigen Kampfhähne aufs Neue loszugehen. Es stellt sich heraus, dass der vorgebliche Mörder der beiden die heftig umworbene Frau zwischenzeitlich geheiratet hat. 
Die Frau wird aufgrund eines Unglücks frühzeitig zur Witwe und stirbt kurz darauf selbst, nicht ohne zuvor einem Kind das Leben geschenkt zu haben. Dieser Sohn aber entstammt ihrer kurzzeitigen Beziehung mit dem Anderen, dem wiederum der Schwur abgenommen wird, vor dem Knaben niemals seine Vaterschaft einzugestehen. Aus dem Mann, der erst seine große Liebe und dann sein eigen Fleisch und Blut verloren hat, wird nun ein Eremit, der sich in die einstige Heilstätte zurückzieht, der titelgebende Mönch von Santarem. Lediglich die alte Großmutter des Jungen weiß jetzt noch die ganze Wahrheit und erzählt eines Tages dem heranwachsenden Knaben, wer in Wahrheit sein leiblicher Vater ist. Zwischen Vater und Sohn kommt es zur Begegnung.

## Produktionsnotizen
Der zu Teilen in Spanien gedrehte Film passierte die Zensur am 4. September 1924 und wurde kurz darauf uraufgeführt. Auch in Österreich (Wien) lief der Mönch von Santarem bereits im September 1924 an. Die Länge betrug 2622 Meter, verteilt auf sechs Akte. 
Ernst Stern gestaltete die Filmbauten, Rudolf Sieber war Aufnahmeleiter. Eine gelegentliche zu lesende Mitwirkung von Siebers Ehefrau Marlene Dietrich scheint nicht zutreffend.

## Wissenswertes
Dies war der zweite und letzte Film der kurzlebigen Produktionsfirma Suprema-Film des Kameramanns Leopold Kutzleb.

## Kritiken
Das Neue Wiener Tagblatt urteilte: „Ein fesselnder Liebesroman, der in packenden dramatischen und poesievollen Bildern abrollt, reich an malerisch schönen Aufnahmen, ebenso künstlerisch inszeniert, wie dargestellt. Die spanischen Glaubenskämpfe, zu deren Zeit die Handlung spielt, geben dem Film ein interessantes historisches Relief.“.
Die Villacher Zeitung befand: „Die Handlung wird meisterhaft gespielt (…) Prächtige Aufnahmen aus Spanien in historischen Trachten geben dem Film besonderen Wert.“. 